# Ϸ
Esta página é sobre a letra grega. Para o artigo sobre a letra islandesa e anglo-saxão ver Þ.
Sho (Ϸ ou ϸ) é uma letra adicionada ao Alfabeto grego para possibilitar a escrita da língua bactriana. Provavelmente representa um som similar ao do fonema /ʃ/. É parecida com a letra thorn (þ), do Anglo-saxão.

## Classificação
- Alfabeto = Alfabeto grego
- Fonética = /ʃɔ/, Dígrafo Ch do português "chaminé", letra X do português "xingamento".